# Bastien Midol
Bastien Midol (* 3. August 1990 in Annecy) ist ein französischer Freestyle-Skier. Er startet in der Disziplin Skicross, ebenso wie sein Bruder Jonathan Midol. Sein größter Erfolg ist der Gewinn der Weltcup-Disziplinenwertung in der Saison 2018/19.

## Werdegang
Midol begann seine Sportkarriere als alpiner Skirennläufer. Dabei trat er von 2005 bis 2010 vorwiegend bei FIS-Rennen an. Ende der Saison 2009/10 wechselte er zur Freestyle-Disziplin Skicross. Sein erstes Weltcuprennen fuhr er im Januar 2011 in Alpe d’Huez, das er auf den 27. Rang beendete. Im Februar 2013 erreichte er mit dem neunten Platz in Sotschi seine erste Top-10-Platzierung im Weltcup. Bei den nachfolgenden Weltmeisterschaften 2013 in Voss gewann er die Silbermedaille.
In der Saison 2014/15 kam Midol bei elf Teilnahmen an Weltcuprennen siebenmal unter den ersten zehn. Dabei erreichte er mit dem dritten Platz in Arosa und dem zweiten Platz in Megève seine ersten Weltcup-Podestplatzierungen. Bei den Weltmeisterschaften 2015 am Kreischberg errang er den 14. Platz. Die Saison beendete er auf dem dritten Rang der Skicross-Disziplinenwertung. In der folgenden Saison 2015/16 erreichte er im Weltcup sieben Top-10-Platzierungen. Dabei holte er im Bokwang Phoenix Park in Pyeongchang seinen ersten Weltcupsieg und belegte zum Saisonende den sechsten Platz der Skicross-Disziplinenwertung. Bei den Winter-X-Games 2016 wurde er Zweiter, bei den Weltmeisterschaften 2017 in der Sierra Nevada fuhr er auf den 17. Platz.
In den Wintern 2016/17 und 2017/18 fuhr Midol im Weltcup nur sporadisch unter die besten zehn. Aufgrund ungenügender Ergebnisse konnte er sich nicht für die Olympischen Winterspiele 2018 qualifizieren. Hingegen gelang ihm in der Saison 2018/19 eine markante Leistungssteigerung. Im Weltcup stand er siebenmal auf dem Podest, davon zweimal als Sieger; nie war er schlechter klassiert als auf dem siebten Rang. Aufgrund dieser Konstanz auf hohem Niveau sicherte er sich vorzeitig den Sieg in der Disziplinenwertung. Leer ging er jedoch bei der Weltmeisterschaft 2019 in Park City aus, wo lediglich Platz 9 herausschaute.

## Erfolge

### Weltmeisterschaften
- Voss 2013: 2. Skicross
- Kreischberg 2015: 14. Skicross
- Sierra Nevada 2017: 17. Skicross
- Park City 2019: 9. Skicross
- Idre 2021: 9. Skicross

### Weltcupwertungen
| Saison  | Gesamt | Gesamt | Skicross | Skicross |
| Saison  | Platz  | Punkte | Platz    | Punkte   |
| ------- | ------ | ------ | -------- | -------- |
| 2010/11 | 122.   | 4      | 36.      | 46       |
| 2011/12 | 214.   | 2      | 52.      | 25       |
| 2012/13 | 119.   | 9      | 28.      | 92       |
| 2013/14 | 228.   | 2      | 47.      | 26       |
| 2014/15 | 17.    | 34     | 3.       | 375      |
| 2015/16 | 28.    | 30,58  | 6.       | 367      |
| 2016/17 | 99.    | 13,64  | 20.      | 191      |
| 2017/18 | 84.    | 16,60  | 18.      | 166      |
| 2018/19 | 2.     | 68,73  | 1.       | 756      |
| 2019/20 | 25.    | 36,91  | 4.       | 406      |
| 2020/21 |        |        | 3.       | 395      |
| 2021/22 |        |        | 3.       | 465      |

### Weltcupsiege
Midol errang im Weltcup bisher 15 Podestplätze, davon 4 Siege:
| Datum            | Ort                  | Land     |
| ---------------- | -------------------- | -------- |
| 28. Februar 2016 | Bokwang Phoenix Park | Südkorea |
| 23. Februar 2019 | Sunny Valley         | Russland |
| 24. Februar 2019 | Sunny Valley         | Russland |
| 20. Januar 2021  | Idre                 | Schweden |

### Weitere Erfolge
- Winter-X-Games 2016: 2. Skicross
- 4 Podestplätze im Europacup, davon 3 Siege